# Surrey Wilfrid Laurance Jacobs
Surrey Wilfrid Laurance Jacobs  (Sydney, 29 de abril de 1946 - 26 de noviembre de 2009) fue un botánico australiano.
Desarrolla su actividad científica en el Herbario de los "Jardines botánicos Trust de Sídney, siendo sus principales estudios los de Sistemática de pastos estipoides y de planta acuática: Nymphaea, Vallisneria, Aponogeton; y ecología de humedales.

## Algunas publicaciones
- Jacobs, SWL. 1971. Systematic position of the genera Triodia R.Br. & Plectrachne Henrard (Gramineae). Proc. Linn. Soc. N.S.Wales 96 (3) 175-185

- Carolin, RC, SWL Jacobs, M Vesk. 1973. The structure of the cells of the mesophyll & parenchymatous bundle sheath of the Gramineae. Bot. J. Linn. Soc. Londres 66: 269-273

- Jacons, SWL. 1973. Ecological studies of the genera Triodia R.Br. & Plectrachne Henrard in Australia. Ed. NDLTD Union Catalog

- Jacobs, SWL. 2001. The genus Lachnagrostis (Gramineae) in Australia. Telopea 9: 439-448

- Jacobs, SWL. 2001. Four new species of Agrostis (Gramineae) from Australia. Telopea 9: 679-683

- Wheeler, DJB, SWL Jacobs, RDB Whalley. 2002. Grasses of New South Wales. 3ª ed.. Botany Department, University of New England: Armidale

- Wang, S, SWL Jacobs. 2002. Elymus in Australia. pp. 135 – 140 en: Hernández, P, MT Moreno, JI Cubero, A Martin. Proc. 4º International Triticeae Symposium, 10-12 sep 2001 – Córdoba, España (Junta de Andalucía. Consejería de Agricultura y Pesca: Córdoba)

- Les, DH, ML Moody, SWL Jacobs, RJ Bayer. 2002. Systematics of seagrasses (Zosteraceae) in Australia & New Zealand. Systematic Botany 27: 468 484

### Libros
- Sainty, G, P Abell, SWL Jacobs. 1999. Burnum's wildthings. Ed. Potts Point, N.S.W. Sainty & Assoc. Ilustraciones: Christine Payne, cartas Hamish Cuming. 148 pp. ISBN 0-7316-6587-2

- Jacobs, SWL, J Pickard. 1981.Plants of New South Wales : a census of the cycads, conifers, & angiosperms. Ed. Nat. Herbarium NSW, Royal Botanic Gardens. 226 pp. ISBN 0-7240-1978-2

- Jackson, DL, SWL Jacobs. 1985. Australian agricultural botany. Ed. Sídney Univ. Press. 377 pp. SBN 042400108X

- Jacobs, SWL, J Everett (eds.). 2000. Grasses : systematics & evolution. Ed. CSIRO Publ. 406 pp. ISBN 0-643-06438-9

- Jacobs, SWL, RDB Whalley, DJB Wheeler. 2008. Grasses of New South Wales. Ed. Botany, Univ. New England. 4ª ed. ISBN 978-1-921208-22-5

- La abreviatura «S.W.L.Jacobs» se emplea para indicar a Surrey Wilfrid Laurance Jacobs como autoridad en la descripción y clasificación científica de los vegetales.[1]